# الأناركية في اليابان
بدأت اللاسلطوية في اليابان بالظهور مع أواخر القرن التاسع عشر وأوائل القرن العشرين، حيث بدأ الأدب الأناركي الغربي يترجم إلى اليابانية. وُجدت اللاسلطوية طوال القرن العشرين بأشكال مختلفة، على الرغم من قمع الدولة الذي أصبح قاسيًا بشكل خاص خلال الحربين العالميتين، ووصلت إلى ذروتها في عشرينيات القرن الماضي مع منظمات مثل كوكورن وزينكوكو جيرن.
حظيت اللاسلطوية اليابانية بعدد من الشخصيات البارزة التي سيطرت على الحركة في أوقات مختلفة. كان أول هؤلاء القادة هو كوتوكو شوتسوي، الذي قاد تطور الفصيل الأناركي داخل الحركات اليسارية القائمة، والتي انقسمت بعد ذلك إلى حركتها المستقلة في العقد الأول من القرن العشرين. أُعدم كوتوكو بتهمة الخيانة في عام 1911، وتعرضت الحركة لقمع شديد لمدة عقد. الشخصية القيادية التالية كانت أوسوغي ساكاي، الذي شارك بقوة في دعم النقابية اللاسلطوية وساعد في إخراج الحركة من (فترة الشتاء)، قبل أن يُقتل على يد الشرطة العسكرية في عام 1923.
شخصية قيادية أخرى كانت حتا شوز، الذي أعاد توجيه الحركة الأناركية في اتجاه أكثر شيوعية لاسلطوية خلال أواخر عشرينيات القرن الماضي واستخدم معارضة النقابات العمالية كأداة للثورة. أنتج هذا انقسامًا بين الأناركيين النقابيين والشيوعيين اللاسلطويين الذين سيطروا على السياسة اللاسلطوية، أدى هذا الانقسام إلى إضعاف الحركة. من عام 1931 فصاعدًا، قُمعت الحركة الأناركية بشكل أكثر قسوة بسبب سياسات زمن الحرب لإمبراطورية اليابان. بعد الحرب، ظهرت حركة أناركية مرة أخرى (الاتحاد اللاسلطوي الياباني) وكان يقودها أناركيون مهمون قبل الحرب مثل إيواسا ساكوتارو وإيشيكاوا سانشيرو، لكنها ضعفت مرة أخرى بسبب الانقسامات بين الفصيلين.
منذ وقت مبكر جدًا من تاريخ الأناركية اليابانية، كانت الحركة على اتصال وثيق باللاسلطويين من أوروبا وأمريكا وأماكن أخرى في آسيا. غالبًا ما كانت الأفكار الأناركية النقابية اليابانية مستوحاة من النقابيين الفرنسيين، وكان لأعمال الكتاب مثل بيتر كروبوتكين وإيما جولدمان تأثير كبير على الحركة الأناركية اليابانية.

## الأصول
يُعد أندو شويكي -طبيب وفيلسوف ياباني من القرن الثامن عشر- أحيانًا أناركيًا بدائيًا في الفكر. دافع عما وصفه بوين راديكر بأنه ما يمكن أن نسميه المساعدة المتبادلة، وتحدى العلاقات الهرمية في المجتمع الياباني، بما في ذلك التسلسل الهرمي بين الجنسين. وصفته الصحيفة اليابانية الاشتراكية واللاسلطوية المبكرة نيهون هايمين شينبون في عام 1908 بأنه لاسلطوي.
مثلما يُنظر إلى البنية الشيوعية لبعض القرى الزراعية خلال حقبة توكوغاوا على أنها أناركية بدائية. ولد إيواسا ساكوتارو، الذي أصبح أناركيًا في حياته البالغة، في قرية زراعية صغيرة في أوائل عصر المييجي. استخدم جده نفوذه بصفته رئيسًا من أجل تشجيع ممارسات الزراعة المجتمعية، ما أدى إلى إنشاء (قرية نصف شيوعية). ساعد هذا في إلهام إيواسا للإيمان بإمكانية وجود مجتمع أناركي.
كان للأفكار الأناركية الحديثة تأثير في اليابان أولًا على الطرف المتطرف للحركة الليبرالية اليابانية. تزامن ظهور حركة الحرية وحقوق الشعب المؤيدة للديمقراطية في ثمانينيات القرن التاسع عشر مع الاغتيال البارز للإسكندر الثاني لروسيا على يد متطرفين يساريين، وزعم المؤرخ تسوزوكي أن الشخصية المثالية للمتطرفين الليبراليين قيل إنها قاتلة. بدأ كوتوكو شوتسوي الذي أصبح فيما بعد أناركيًا رائدًا، مؤيدًا للأحزاب الليبرالية بما في ذلك ريكين جيوتو في تسعينيات القرن التاسع عشر، حتى أنه عمل مترجمًا للغة الإنجليزية لصحيفتهم لمدة عامين. عندما انضم الفصيل الليبرالي إلى حزب ريكين سيوكاي اليميني الجديد في عام 1900، أصيب كوتوكو بخيبة أمل من الليبرالية. وانجذب إلى الاشتراكية بدلًا منها، وسرعان ما شارك في الحركة الاشتراكية الناشئة.

### الحركة الاشتراكية المبكرة
في عام 1898، انضم كوتوكو إلى موظفي صحيفة يوروزو شوهو، حيث نشر مقالًا في عام 1900 يدين الحرب في منشوريا. نشر كتابه الأول عام 1901 بعنوان الإمبريالية وحش القرن العشرين، والذي كان عملًا هائلًا في تاريخ اليسار الياباني، ينتقد فيه الإمبريالية اليابانية والغربية من وجهة نظر اشتراكي ثوري. في مايو 1901، شارك كوتوكو في تأسيس أول حزب اشتراكي ديمقراطي في اليابان. حُظر على الفور بموجب قانون حفظ السلام لعام 1900، على الرغم من التزامه باللوائح البرلمانية. في عام 1903، كتب أيضًا كتاب جوهر الاشتراكية، معترفًا بتأثير كارل ماركس.
مع اقتراب اليابان من الحرب مع روسيا، تعاون كوتوكو مع زميله الاشتراكي ساكاي توشيهيكو والمسيحي المسالم أوشيمورا كانزو لمعارضة الحرب. بعد أن أيد محرر يوروزو شوه فكرة الحرب مع روسيا في عام 1903، انسحبوا من الصحيفة. جنبًا إلى جنب مع اشتراكي آخر اسمه إيشيكاوا سانشيرو، أسس كوتوكو وساكاي مجموعة هايمين شا المناهضة للحرب والصحيفة المرتبطة بها هيمين شينبون (حرفيا: جريدة عامة) في نوفمبر 1903.
عندما اندلعت الحرب الروسية اليابانية على أي حال في فبراير 1904، كان لها تأثير كبير على الراديكاليين اليابانيين. كان إيواسا ساكوتاري الذي عاش في الولايات المتحدة في تلك المرحلة، متطرفًا بشكل خاص تجاه الشيوعية اللاسلطوية نتيجة للحرب. أشار هيمين شينبون إلى عدم وجود نية سيئة تجاه الاشتراكيين الروس، وترجم كوتوكو بيان ماركس الشيوعي إلى اليابانية لأول مرة، والذي نُشر في الصحيفة في عدد الذكرى السنوية، وغُرم بسببه لاحقًا. أغلقت الحكومة الصحيفة، وتوقفت عن الصدور في يناير 1905. طبعت الطبعة الأخيرة بالكامل بالحبر الأحمر. ألحقت بكوتوكو فترة قصيرة إلى حد ما في السجن، والتي قضاها من فبراير إلى يوليو 1905. بعد انتهاء الحرب الروسية اليابانية، حلت مجموعة هايمين نفسها في نوفمبر 1905.